# Prionotus teaguei
Prionotus teaguei is een  straalvinnige vissensoort uit de familie van ponen (Triglidae). De wetenschappelijke naam van de soort is voor het eerst geldig gepubliceerd in 1956 door Briggs.
De soort staat op de Rode Lijst van de IUCN als Kwetsbaar, beoordelingsjaar 2007.